# شوخی نامناسب
شوخی نامناسب به شوخی‌هایی گفته می‌شود که به موضوعاتی می‌پردازند که ممکن است برای برخی افراد توهین‌آمیز، بی‌ادبانه، ناپسند یا خارج از عرف جامعه تلقی شوند. این شوخی‌ها معمولاً شامل موضوعات جنسی، نژادپرستی، تبعیض جنسیتی، توهین به «مقدسات» یا سایر موضوعات حساس هستند که ممکن است باعث ناراحتی یا رنجش برخی افراد شوند.
شوخی نامناسب می‌تواند در برخی موقعیت‌ها و برای برخی افراد خنده‌دار باشد، اما در محیط‌های حرفه‌ای یا رسمی، یا در جمع افرادی که با آن‌ها صمیمی نیستید، می‌تواند باعث ایجاد ناراحتی و تنش شود.
شدت و نوع توهین‌آمیز بودن این شوخی‌ها ممکن است متفاوت باشد و بسته به بافت و مخاطب، می‌توان از مترادف دیگری استفاده کرد به صورت زیر:
- شوخی زننده
- شوخی رکیک
- شوخی ناپسند
- شوخی قبیح
- شوخی بی‌پرده
- شوخی وقیح
- شوخی هرزه
- شوخی مبتذل
- شوخی ناجور
- شوخی ناهنجار